# アレキサンドラ・アフストリスカヤ
アレキサンドラ・アレクセエヴナ・アフストリスカヤ（ロシア語: Александра Алексеевна Австрийская、ロシア語ラテン翻字: Alexandra Alexeyevna Avstriyskaya、2000年10月30日 - ）は、ロシア、モスクワのフィギュアスケート選手（女子シングル）。
母はペアスケーティング選手で1984年サラエボオリンピック代表のマリナ・アフストリスカヤ。

## 主な戦績
| 大会/年            | 2016-17 | 2017-18 |
| ------------------ | ------- | ------- |
| CSゴールデンスピン | 5       |         |
| CSワルシャワ杯     | 3       | 8       |
| CSタリントロフィー |         | 7       |